# Bell HSL
Bell HSL (Model 61) je bil ameriški mornariški helikopter s tandem rotorji. Razvilo ga je ameriško podjetje Bell Helicopter v 1950ih in je edini tandem helikopter podjetja Bell. HSL sta poganjala dva 18-valjna zvezdasta motorja, vsak s 2400 KM. Ameriška mornarica je naročila 180 helikopterjev, vendar so kasneje zgradili samo 50 helikopterjev in samo peščico od njih so dejansko uporabljali.

## Specifikacije (HSL-1)
Podatki iz 
Splošne značilnosti
- Posadka: 4
- Dolžina: 39 ft 1 in (11,9 m) (trup)
- Širina: 11 ft 6 in (3,5 m) (z zloženimi rotorji)
- Višina: 14 ft 6 in (4,42 m)
- Bruto teža: 26.500 lb (12.020 kg)
- Premer rotorja (obeh) 51ft 6in (15,7m)
- Površina rotorjev 4170sq ft (387,4 sq m)
- Pogon letala: 1 × Pratt & Whitney R-2800-50 18-valjni dvovrstni zvezdasti motor, 2.400 hp (1.800 kW)

Zmogljivost
- Maks. hitrost: 115 mph (185 km/h; 100 kn)
- Potovalna hitrost: 96 mph (83 kn; 154 km/h)
- Doseg: 350 mi (304 nmi; 563 km)